# RTL TVI
RTL TVI  (abbreviazione di Radio Télévision Luxembourg Télévision Indépendante),  anche come RTL-TVi , RTL-TVI e RTL tvi , è il primo canale televisivo belga-lussemburghese privato e commerciale della nazione con un palinsesto tipico delle reti generaliste. Trasmette innanzitutto a telespettatori belgi di lingua francese ma anche per i francofoni nel mondo via cavo, via satellite nonché via internet. 
Ha cominciato a trasmettere come Télé-Luxembourg nel 1955, per poi cambiare il 12 settembre 1987 in RTL Television. Fino al 31 marzo 2022, era di proprietà del Gruppo RTL. Dopo tale data, passa di mano e i nuovi azionisti sono: DPG Media e Groupe Rossel. Il canale andava in onda con una licenza lussemburghese fino al 2022 quando la nuova proprietà decide di acquisire una licenza belga. I dati di ascolto medi indicano il canale televisivo come il più seguito dai belgi francofoni con uno share del 20%.

## Storia
Il canale pubblico inizia a trasmettere come dal 1955 come  Télé-Luxembourg. Dal 1982 viene ribattezzata come RTL Television andando in diffusione dal trasmettitore di Dudelange in Lussemburgo. Il 31 luglio 1981, a causa di un incidente dove un aereo militare belga distrugge il trasmettitore, la Compagnie Luxembourgeoise de Télédiffusion (CLT) ottenne un indennizzo dal governo belga. Contemporaneamente si conclude il monopolio statale sulla radiodiffusione aprendo il mercato alle TV commerciali e private.
Il 12 settembre 1983, dalla villa Roosevelt di Bruxelles va in onda la versione belga del programma JTL, presentata da Jean-Charles De Keyser, Eddy de Wilde e Bibiane Godfroid. Nel dicembre 1985, CLT apre una sussidiaria denominata TVI SA, che oltre a ideare e produrre programmi raccoglieva anche la pubblicità per RTL Belgio.
Il canale televisivo viene privatizzato il 12 settembre 1987 con il nuovo nome di RTL-TVI ( Televisione indipendente ), con nuovi studi televisivi sempre a Bruxelles. Questo processo  comporta per il canale il raggiungimento di un record: diventa il primo canale indipendente della comunità francese del Belgio. 
Il 21 dicembre 1987, grazie sia alla sua controllata IPB che alla registrazione da parte del Governo della comunità francese, ottiene l'ingresso legale nel mercato pubblicitario televisivo belga creando così un monopolio. Inoltre, l'apertura da parte del governo al mercato pubblicitario crea molto malcontento nei media tradizionali che vedono il rischio di ridurre i loro guadagni. Così la politica decide di riservare un terzo della società ad alcuni gruppi editoriali (Rossel, IPM e i proprietari di "Vers l'Avenir") che costituiscono una società chiamata Audiopresse con la quale entrano in CLT diventano azionisti con il 34%.
Nel 1989, il governo autorizza anche RTBF l'ingresso legale nel mercato pubblicitario televisivo rompendo in questo modo il monopolio.
Dopo oltre 30 anni il proprietario RTL group decide di cedere l'azienda. 
Il 31 marzo 2022, RTL belgio è stata comprata da DPG Media e Groupe Rossel, diventando azionisti al 50% ciascuno. Nel marzo 2023 i nuovi proprietari decidono di lasciare la licenza lussemburghese per prendere quella belga. Il 29 febbraio 2024 cessa definitivamente la messa in onda dal  trasmettitore di Dudelange. Questo comporta per il canale la perdita della diffusione sul digitale terrestre.
Dal dicembre 2017 al 1 settembre 2024 il canale, insieme agli altri del gruppo RTL Belgio, è stato trasmesso sulla pay-tv fiamminga Antenne TV del gruppo TV Vlaanderen .